# Портман Роуд
«Портман Роуд» (англ. Portman Road) — футбольный стадион в городе Ипсуич, с 1884 года являющийся домашней ареной футбольного клуба «Ипсвич Таун», нередко использовался для проведения товарищеских матчей сборной команды Англии. На стадионе проводились соревнования по лёгкой атлетике и хоккею на траве, неоднократно организовывались музыкальные концерты известных исполнителей, таких как Элтон Джон, Тина Тёрнер, Red Hot Chili Peppers и R.E.M.
В начале 2000-х была произведена существенная реконструкция стадиона, благодаря чему общая вместимость увеличилась с двадцати двух с половиной тысяч мест до более чем тридцати. На данный момент это самая вместительная футбольная арена во всей Восточной Англии. Рекордная численность болельщиков (38 тыс.) была зафиксирована в 1975 году на матче Кубка Англии против «Лидс Юнайтед», когда руководство стадиона позволило пропустить дополнительных зрителей, чтобы те стояли на земле. Внутри сооружения находятся конференц-зал и многочисленные пункты общественного питания, а также музей имени сэра Бобби Робсона, пивной бар и магазин с атрибутикой клуба «Ипсвич Таун».